# Helianthemum bramwelliorum
Helianthemum bramwelliorum är en solvändeväxtart som beskrevs av A. Marrero. Helianthemum bramwelliorum ingår i släktet solvändor, och familjen solvändeväxter. Inga underarter finns listade i Catalogue of Life.